# Finthen
Finthen, Mainz-Finthen – okręg administracyjny Moguncji, w Niemczech, w kraju związkowym Nadrenia-Palatynat.
W czerwcu 2024 roku okręg zamieszkiwało 14 808 osób.